# 小瀬川村
小瀬川村（おぜがわそん）は、山口県玖珂郡にあった村。現在の和木町および岩国市小瀬にあたる。

## 地理
- 海洋：安芸灘
- 河川：小瀬川

## 歴史
- 1889年（明治22年）4月1日 - 町村制の施行により、小瀬村・関ヶ浜村・瀬田村・和木村の区域をもって発足。
- 1899年（明治32年）4月1日 - 分割し、大字小瀬の区域をもって小瀬村、大字関ヶ浜・瀬田・和木の区域をもって和木村がそれぞれ発足。同日小瀬川村廃止。

## 交通

### 鉄道路線
村域を山陽鉄道が通過したが、駅は所在しなかった。現在は山陽本線の和木駅が所在するが、当時は未開業。